# 阿斯彭代爾 (加利福尼亞州)
阿斯彭代爾（英語：Aspendell）是位於美國加利福尼亞州因約縣的一個非建制地區。該地的面積和人口皆未知。

## 地理
阿斯彭代爾的座標為37°14′17″N 118°35′54″W / 37.23806°N 118.59833°W，而該地的平均海拔高度為2563米（即8409英尺）。